# Helmut Krauss

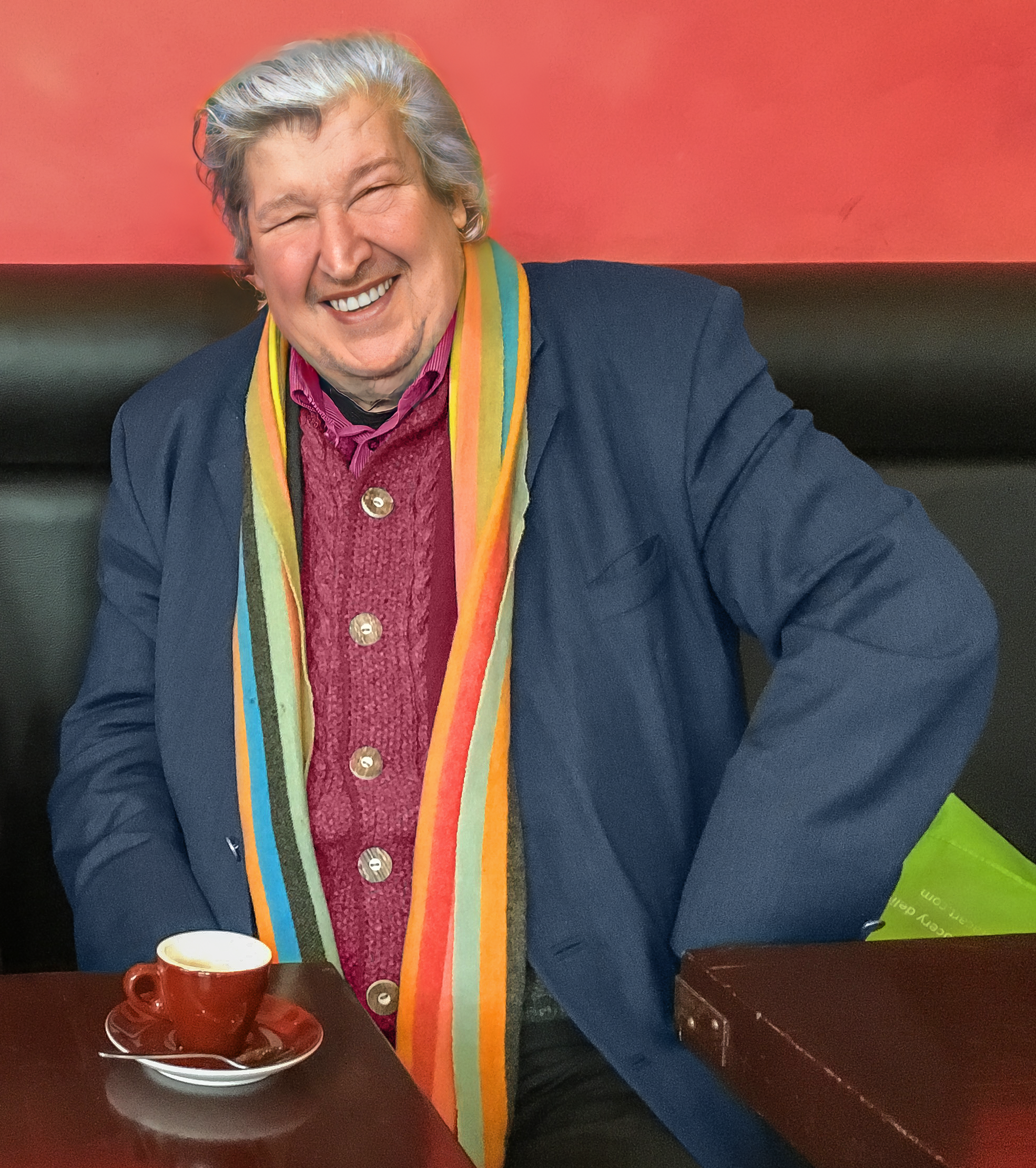
Helmut Krauss, 2016

Helmut Krauss (* 11. Juni 1941 in Augsburg; † 26. August 2019 in Goslar) war ein deutscher Schauspieler, Kabarettist, Synchronsprecher und Synchronregisseur. Eine seiner bekanntesten Rollen war die des Nachbarn Paschulke in der ZDF-Serie Löwenzahn zwischen 1981 und 2019. Er war auch als Hörspielsprecher und Hörbuchsprecher tätig.

## Leben

### Theater
Helmut Krauss absolvierte eine Schauspielausbildung und studierte Pädagogik. Er spielte unter anderem am Forum-Theater, am Grips-Theater und am Hansa-Theater in Berlin und am Staatstheater in Hannover. In den 1970er Jahren trat er auch als Rezitator auf Veranstaltungen der linken beziehungsweise sozialistischen Bewegung in West-Berlin auf. Als Kabarettist trat er unter anderem als Partner von Hannelore Kaub im Kabarett Das Bügelbrett sowie einige Male bei Dieter Hildebrandts Scheibenwischer auf.
Bei den Karl-May-Spielen in Bad Segeberg übernahm Helmut Krauss 2005 in dem Stück Winnetou und das Geheimnis der Felsenburg die Rolle des Don Geronimo, eines gemütlichen Gastwirts, der in der kleinen mexikanischen Ortschaft Guaymas eine Cantina betreibt. Gleichzeitig verkörperte er, wie in den Vorjahren, den Erzähler. Die Störtebeker-Festspiele auf Rügen engagierten ihn für die Spielzeit 2006 als Ambrosio. In Bregenz spielte er unter der Leitung von Nicholas Broadhurst die Rolle des Paul Bunyan im gleichnamigen Stück. Im April 2008 war er mit der Produktion Der Name der Rose vom Theater des Ostens auf Tournee in Deutschland, Österreich, der Schweiz und Italien.

### Film und Fernsehen
Die Liste seiner Auftritte in Film und Fernsehen ist lang. In einer seiner bekanntesten Rollen war er von 1981 bis 2019 als Nachbar Hermann Paschulke, genannt Herr Paschulke, in Löwenzahn zu sehen; bis 2005 zunächst an der Seite von Peter Lustig und seit 2006 zusammen mit Guido Hammesfahr. In dieser Rolle bildete Krauss den spießbürgerlichen Kontrast zu Peter Lustig; die beiden lieferten sich meist freundschaftliche Rivalitäten und Streitereien innerhalb der Folgen. Gastauftritte hatte er in Produktionen wie Berliner Weiße mit Schuß, Tatort, Lukas und Sohn, Der Hausgeist, Praxis Bülowbogen oder Pastewka; in letzterer verkörperte er sich selbst.
Bekannt wurde er einem bundesweiten Fernsehpublikum auch durch seine Darstellung des Zivilfahnders „Django“ Fiebig in der nach dem englischen Vorbild Task Force Police vom damaligen SFB in drei Staffeln produzierten Polizeiserie Direktion City, zusammen mit Andreas Mannkopff, Ulli Kinalzik, Klaus Sonnenschein, Gerd Duwner und vielen weiteren bekannten Berliner Schauspielern.
Im August 2009 wurde der Hordes-Film Der Gründer, eine Satire über den ehemaligen Fernsehsender Kanal Telemedial, gedreht. Krauss spielte die Titelfigur Gerhard Hornbacher, die den umstrittenen Medienunternehmer Thomas Hornauer parodiert. Krauss übernahm bei dem von ihm mitproduzierten Film auch den Part des Synchronregisseurs. 2015 arbeitete Krauss wieder mit Regisseur Hordes zusammen und stand neben Eva Habermann, Jiří Lábus und Katy Karrenbauer für Goblin vor der Kamera.

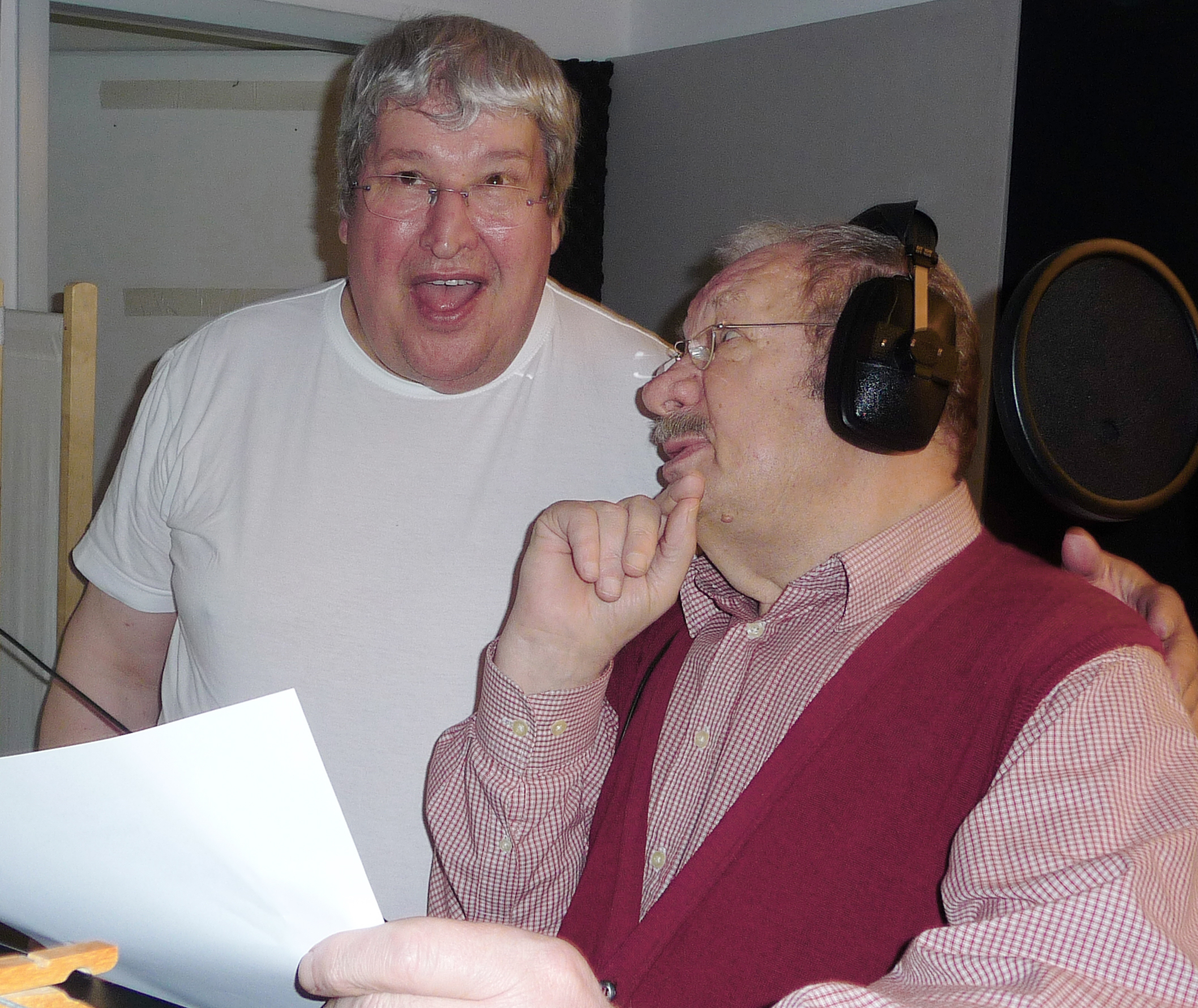
Helmut Krauss (links) mit Wolfgang Völz, 2010

2019 arbeitete Krauss ein drittes Mal wieder mit Hordes zusammen und verkörperte den Kommissar Hornbacher in der vom SWR für das Medienangebot funk produzierten Dramedy-Serie Patchwork Gangsta. Noch zwei Monate vor seinem Tod stand er für Löwenzahn vor der Kamera.
Zur Würdigung seiner langjährigen Rolle als Paschulke bei Löwenzahn wurde am 17. Mai 2020 die Löwenzahn-Folge Endlos haltbar – Wenn aus Nachbarn Freunde werden erstausgestrahlt, die als Hommage an und als Abschied von Helmut Krauss gedacht ist. Außerdem wurde er in der allerletzten Folge der Fernsehserie Pastewka, Staffel 10 Folge 10 – „Die Hochzeitskutsche“, im Abspann zusammen mit Roger Willemsen als Freund der Serie gewürdigt.

### Synchronarbeit und Hörspiele
Seine Stimme lieh Krauss unter anderem Marlon Brando, John Goodman, Yaphet Kotto, Wilhelm von Homburg, Jean Reno, Samuel L. Jackson, Paul Winfield, Jon Voight und dem Musikprojekt E Nomine sowie Reginald VelJohnson (Carl Winslow) in der amerikanischen Sitcom Alle unter einem Dach. Ferner war er die deutsche Stimme des sprechenden Pferdes Mr. Ed in der gleichnamigen US-amerikanischen Fernsehserie der 1960er Jahre.
Krauss war häufig auf Schurkenrollen abonniert. So sprach er in den Disney-Zeichentrickspielfilmen Basil, der große Mäusedetektiv den Greifer und in Bernard und Bianca im Känguruland den Percival C. McLeach. In der Disney-Zeichentrickversion von Der Glöckner von Notre Dame sprach er den Erzdiakon – im offiziellen Hörspiel zum Film von Kiddinx war Krauss zudem der Erzähler, da die Erzähltexte aus Sicht des Erzdiakons geschrieben waren. In einer Fernsehfolge von Benjamin Blümchen sprach er einen bayerischen Bauern, dessen Tochter mit Otto befreundet ist. Er war der Erzähler in der deutschen Fassung der japanischen Anime-Serie Captain Future. Im Jahre 1987 lieh Krauss seine dunkel dräuende Stimme dem bleichgesichtigen Nagelkopf Pinhead im surrealistischen Horrorfilm Hellraiser – Das Tor zur Hölle. Neben seinen hauptberuflichen Sprechrollen unterstützte er seit 2007 außerdem den studentischen Zeichentrickfilm Dreckmonster (Dirtmonsters) der Hochschule für Film und Fernsehen Konrad Wolf in Potsdam-Babelsberg und übernahm die Stimme der Hauptrolle Willi in der deutschen Fassung.
In den Jahren 2002 und 2003 war er zudem mit den Drei-???-Sprechern Oliver Rohrbeck, Jens Wawrczeck und Andreas Fröhlich mit dem Live-Hörspiel Die drei ???: Master Of Chess auf Deutschlandtournee, hierbei übernahm er die Rolle des Erzählers. ebenso erneut 2009 im Live-Hörspiel Die drei ??? und der seltsame Wecker: Live and Ticking und 2014 bei Phonophobia – Sinfonie der Angst. In Oliver Dörings Star-Wars-Hörspiel Labyrinth des Bösen (nach dem gleichnamigen Roman von James Luceno) sprach Krauss einen Barkeeper – ISBN 978-3-8291-2087-6.
2007 sprach Krauss zwei Bücher von Dirk Bernemann als Hörbücher beim UBooks-Verlag ein. Ferner wirkte er seit Beginn der Hörspielserie Elea Eluanda als Opi Kopi mit und engagierte sich in vielfältiger Weise beim Hörspiellabel Hörplanet. In der Hörspielserie Die Elfen von Bernhard Hennen übernahm Krauss 2014 ab Folge 9 die Rolle des Baumeisters Guido.
Zudem war Krauss in mehreren Lady-Bedfort-Hörspielen zu hören, z. B. in Lady Bedfort und die Truhe des Kapitäns und Lady Bedfort und die Täuschung im Zug.

### Privates
Krauss war zweimal verheiratet und hinterließ drei Kinder sowie drei Enkelkinder. Er lebte von 1978 bis zu seinem Tod im Goslarer Stadtteil Lengde und hatte zeitweise auch Wohnsitze in Berlin und auf Mallorca.
Krauss starb am 26. August 2019 im Alter von 78 Jahren in Goslar. Sein Urnengrab befindet sich auf dem anonymen Gräberfeld auf dem Friedhof in Lengde. Zur Erinnerung an ihn wurde 2020 ein öffentlicher Bücherschrank in Lengde umgestaltet.

### Künstlerisches Erbe
Fünf Jahre nach seinem Tod wurde Helmut Krauss als KI-generierte Figur in Eric Hordes’ Musikvideo Eric Hah: Graf Drakula wieder zum Leben erweckt. Mit der ausdrücklichen Zustimmung seiner Erben wurde der Regisseur autorisiert, das Erscheinungsbild und die Stimme von Helmut Krauss in dieser Produktion und zukünftigen Filmprojekten zu nutzen, um sein künstlerisches Erbe mithilfe modernster Technologie zu bewahren.

## Werk (Auswahl)

### Synchronrollen
David McCharen
- 1990: Turtles als Shredder/Oroku Saki
- 1991: Turtles II – Das Geheimnis des Ooze als Shredder/Oroku Saki & Super-Shredder

Paul Winfield
- 1972: Das Jahr ohne Vater als Nathan Lee Morgan
- 1987: Guilty of Innocence: The Lenell Geter Story als George Hairston
- 1990: 83 Stunden – Nervenkrieg gegen die Zeit als Dr. Dantley

Bill Cobbs
- 1995: Rettet das Tal der Zauberbären! als Caleb
- 1997: Air Bud – Champion auf vier Pfoten als Arthur Chaney
- 1998: Ich weiß noch immer, was du letzten Sommer getan hast als Estes, der Voodoopriester

Charles S. Dutton
- 1993: Menace II Society als Mr. Butler
- 1995: Gegen die Zeit als Huey
- 1996: Bittersüße Küsse als Howlin' Wolf
- 2000: Die Jazz Connection als Dizzy Gillespie

Yaphet Kotto
- 1978: Blue Collar als Smokey
- 1979: Alien – Das unheimliche Wesen aus einer fremden Welt als Parker
- 1983: Ein Richter sieht rot als Det. Harry Lowes
- 1987: Running Man als William Laughlin
- 1988: Midnight Run – Fünf Tage bis Mitternacht als FBI Agent Alonzo Mosely

John Goodman
- 1990: Arachnophobia als Delbert McClintock
- 1994: Flintstones – Die Familie Feuerstein als Fred Feuerstein
- 1997: Ein Fall für die Borger als Ocious P. Potter
- 1998: The Big Lebowski als Walter Sobchak
- 2008: Gigantic als Al Lolly

James Earl Jones
- 1987: Pinocchio und der Herrscher der Nacht als Herrscher der Nacht
- 1989: Das Bankentrio als Dugan
- 1991: Verdammte des Südens als Ben Johnson
- 1994: Blackout – Ein Detektiv sucht sich selbst als John Dolby
- 1996: A Family Thing – Brüder wider Willen als Ray Murdock
- 1999: Das Ende des Sommers als Dr. William „Bill“ Blakely

Marlon Brando
- 1990: Freshman als Carmine Sabatini / Jimmy der Tukan
- 1992: Christopher Columbus – Der Entdecker als Tomas de Torquemada
- 1995: Don Juan DeMarco als Dr. Jack Mickler/ „Don Octavio del Flores“
- 1997: The Brave als McCarthy
- 1998: Free Money als Warden Sven „Der Schwede“ Sorenson
- 2001: The Score als Max
- 2008: Der Pate als Don Vito Corleone

John Ingle
- 1994: In einem Land vor unserer Zeit II – Das Abenteuer im Großen Tal als Ceras Vater (Dreihorn)
- 1995: In einem Land vor unserer Zeit III – Die Zeit der großen Gabe als Ceras Vater (Dreihorn)
- 1998: In einem Land vor unserer Zeit VI – Der geheimnisvolle Berg der Saurier als Ceras Vater (Dreihorn)
- 2000: In einem Land vor unserer Zeit VII – Der geheimnisvolle Zauberstein als Ceras Vater (Dreihorn)
- 2001: In einem Land vor unserer Zeit VIII – Der erste Schnee als Ceras Vater (Dreihorn)
- 2002: In einem Land vor unserer Zeit IX – Die Reise zum großen Wasser als Ceras Vater (Dreihorn)
- 2003: In einem Land vor unserer Zeit X – Die große Reise als Ceras Vater (Dreihorn)
- 2005: In einem Land vor unserer Zeit XI – Das Geheimnis der kleinen Saurier als Ceras Vater (Dreihorn)
- 2006: In einem Land vor unserer Zeit XII – Die große Flugschau als Ceras Vater (Dreihorn) / Tapsi
- 2007: In einem Land vor unserer Zeit XIII – Auf der Suche nach dem Beerental als Ceras Vater (Dreihorn)

#### Filme
- 1982: Rocky III – Das Auge des Tigers – Mr. T als James „Clubber“ Lang
- 1985: The Purple Rose of Cairo – Danny Aiello als Monk
- 1985: Rocky IV – Der Kampf des Jahrhunderts – Dolph Lundgren als Ivan Drago
- 1987: Hellraiser – Das Tor zur Hölle – Doug Bradley als Pinhead
- 1987: Predator – Jesse Ventura als Blain
- 1990: Bernard und Bianca im Känguruland – George C. Scott als Percival C. McLeach
- 1991: Hot Shots! – Die Mutter aller Filme – Rino Thunder als Owatonna
- 1992: Die Jacksons – Ein amerikanischer Traum – Lawrence Hilton–Jacobs als Joseph Jackson
- 1992: Karambolage (1963) – Mademoiselle Andréa
- 1994: Däumeline – Joe Lynch als Grundel
- 1994: Pulp Fiction – Samuel L. Jackson als Jules Winnfield
- 1995: Casper – Brad Garrett als Fatso
- 1996: Mars Attacks! – Jim Brown als Byron Williams
- 1997: Bean – Der ultimative Katastrophenfilm – Richard Gant als Lt. Brutus
- 1997: Casper – Wie alles begann – Jess Harnell als Fatso
- 1997: Vergessene Welt: Jurassic Park – Jim Harley als Hafenmeister
- 2000: Thomas, die fantastische Lokomotive – Neil Crone als Diesel 10
- 2001: Die Monster AG – James Coburn als Waternoose
- 2004: Der Wixxer als Nachbar (Intro–Stimme)
- 2007: Neues vom Wixxer als Nachbar (Intro–Stimme)
- 2008: Escaflowne – The Movie – Chafurin als Maulwurfmann
- 2010: Mary & Max – oder: Schrumpfen Schafe, wenn es regnet? – Philip Seymour Hoffman als Max
- 2010: Marmaduke – Sam Elliott als Chupadogra
- 2014: Earthlings – Joaquin Phoenix als Erzähler
- 2014: Leprechaun: Origins – Gary Peterman als Hamish
- 2016: In einem Land vor unserer Zeit XIV – Die Reise der mutigen Saurier-Freunde – George Ball als Ceras Vater (Dreihorn)

#### Serien
- 1961–1966: Mr. Ed – Allan Lane als Mr. Ed
- 1980–1982: Captain Future – Tarō Jin als Erzähler
- 1989–1998: Alle unter einem Dach – Reginald VelJohnson als Carl Winslow
- 1990–1996: Der Prinz von Bel-Air – James Avery als Philip Banks
- 1993–1999: Akte X – Die unheimlichen Fälle des FBI – Jerry Hardin als „Mann mit der tiefen Stimme“ (Deep Throat)
- 1994: Aaahh!!! Real Monsters – Gregg Berger als Grummler
- 1995: Lady Oscar – Yoshito Yasuhara als Ludwig XV.
- 1996: Frasier – Harris Yulin als Jerome Belasco
- 1997–2000: Superman – Die Zeichentrickserie – Michael Ironside als Lord Darkseid
- 1999–2001: Unten am Fluss – Nigel Pegram als General Woundwort (Staffel 3)
- 2000–2004: Yu-Gi-Oh! – Atsushi Kondou als Odion
- 2001: Donkey Kongs Abenteuer als King Kroko
- 2005: Desperate Housewives – Jon Polito als Charles Skouras
- 2009–2013: Die Pinguine aus Madagascar – Kevin Michael Richardson als Maurice
- 2015: Heidi als Großvater

#### Videospiele
- 1996: Toonstruck als Mal Block
- 1999: Shadow Man als Mike LeRoi
- 2002: Mafia: City of Lost Heaven als Don Ennio Salieri
- 2006: Der Pate als Don Vito Corleone
- 2009: Assassin’s Creed II als Mario
- 2010: Assassin’s Creed: Brotherhood als Mario
- 2012: World of Warcraft: Mists of Pandaria als Chen Sturmbräu
- 2012: Call of Duty: Black Ops II als Admiral Briggs
- 2014: Final Fantasy XIV: A Realm Reborn als Eynzahr Slafyrsyn
- 2015: League of Legends als Tahm Kench
- 2017: The Legend of Zelda: Breath of the Wild als Great Deku Tree

### Hörspiele und Hörbücher (Auswahl)
- 1992: Friedrich Gorenstein: Streit um Dostojewski – Regie: Walter Niklaus (Hörspiel – SFB/DS Kultur)
- 2003: Chourmo – Autor: Jean-Claude Izzo – Regie: Ulrich Gerhardt
- Offenbarung 23 (Alle Folgen) als Erzähler
- Emily Laing, neunzigstündige Hörbuchserie von Christoph Marzi
- Elea Eluanda (Alle Folgen) als Opi Kopi
- Necroscope Band 2, Vampirblut von Brian Lumley
- Enzo, die Kunst ein Mensch zu sein von Garth Stein
- Sacred (Alle Folgen) als Erzähler
- Gabriel Burns, Folgen: Die Fänge des Windes, Grenzgebiet, Nebelsee
- Dirk Bernemann (Beide Folgen), Ich habe die Unschuld kotzen sehen/ – Und wir scheitern immer schöner
- Das Rad der Zeit von Robert Jordan (Hörbücher, Audible)
- Geisterjäger John Sinclair als Vampiro del Mar
- Die Schatzinsel als Billy Bones, Regie und Bearbeitung: Thomas Tippner
- Norbert Nackendick. Der Audio Verlag (DAV), Berlin, 2009, ISBN 978-3-89813-870-3 (Lesung, 1 CD, 65 Min.)
- Die Satanische Bibel. Index/Promedia Wittlich, 2007, ISBN 978-3-936878-06-6 (5 Audio CDs)
- Punchdrunk von Sven Heuchert, Wortpersonal/M!Music St. Augustin 2. Auflage 2016, ISBN 978-3-945273-07-4 [Hörbuch, 1 CD, 95 min]
- Der letzte Krieger von David Falk (Hörbuch, Audible)
- Eine Weihnachtsgeschichte von Charles Dickens (Hörbuch, Audible exklusiv)
- Gruselkabinett, Folgen: 97/98 (Madame Mandilips Puppen), 101 (Verlorene Herzen)

### Live-Hörspiele
- 2002–2003: Die drei ???: Master Of Chess als Erzähler
- 2009: Die drei ??? und der seltsame Wecker: Live and Ticking als Erzähler
- 2014–2015: Phonophobia – Sinfonie der Angst
- 2015: Pre fiction, Rolle: Jules Winnfield

### Schauspielrollen
- 1976: Hans im Glück
- 1979: Tatort – Ein Schuß zuviel
- 1981–2020[1]: Löwenzahn
- 1982: Drei Damen vom Grill (Staffel 3, Episode 3 – Auf Probe)
- 1983: Plem, Plem – Die Schule brennt
- 1984: Mord mit der Schere
- 1985: Ein Heim für Tiere (Fernsehserie, 1 Episode)
- 1988: Zum Beispiel Otto Spalt
- 1993: Der Hausgeist (Fernsehserie, 1 Episode)
- 1996: Atemlos durch die Nacht (Fernsehfilm)
- 1998: Lindenstraße (Fernsehserie, 2 Episoden)
- 2001: Goebbels und Geduldig (Fernsehfilm von Kai Wessel)
- 2005: Löwenzahn – Die Reise ins Abenteuer (Fernsehfilm)
- 2005: Pastewka (1 Folge)[14] (Fernsehserie)
- 2006: Vineta
- 2011: Pentito (Kurzfilm)
- 2011: Löwenzahn – Das Kinoabenteuer
- 2011: Tatort Berlin (1 Folge)
- 2012: Der Gründer
- 2015: Schmidts Katze (Kurzfilm)
- 2017: Los Veganeros 2
- 2018: Alice – The Darkest Hour
- 2019: Patchwork Gangsta (Fernsehserie, 2 Episoden)
- 2020: Trolls World – Voll vertrollt!
- 2024: Eric Hah: Graf Drakula (Musikvideo) [als KI-Avatar]